# Chip-level multiprocessing
CMP (ang. chip-level multiprocessing) to określenie konstrukcji mikroprocesorów, składających się z dwóch lub większej liczby układów scalonych, umieszczanych na jednej płytce krzemowej. Tego typu rozwiązania mają możliwość efektywnego zwiększenia wydajności serwerów bez konieczności angażowania kilku odrębnych procesorów jak to ma miejsce w tradycyjnych rozwiązaniach, aczkolwiek technologia ta jest dopiero na etapie wdrażania i obecnie można ją spotkać głównie w pilotażowych rozwiązaniach (największe problemy stwarza utworzenie efektywnego systemu przepływu danych w przyrządach półprzewodnikowych). W przyszłości komputery oparte na systemach CMP znajdą prawdopodobnie zastosowanie głównie w rozwiązaniach wymagających bardzo dużej wydajności i szczególnie wysokiej dostępności, np. w superserwerach do analizy danych sejsmicznych, komputerach wykorzystywanych do analizy genów czy zaawansowanych symulatorach graficznych. Przykładem procesorów zbudowanych w oparciu o technologię CMP mogą być jednostki Sun MAJC-5200 i IBM Power4. Dzisiaj możemy spotkać w popularnych Pentium Dual-Core, Core 2 Duo, Core 2 Quad, AMD z serii X2, X3, X4 itp.